# راينر شوتلر

## روابط إضافية
- Official Homepage (بالألمانية)

- Profile on www.atptennis.com
- Interview with Rainer Schüttler ((بالألمانية)

, sbznet.de)
- Characteristics-Interview with Rainer Schüttler ((بالألمانية)

, sbznet.de)

## روابط خارجية
- راينر شوتلر على موقع رابطة محترفي التنس (الإنجليزية)
- راينر شوتلر على موقع الاتحاد الدولي لكرة المضرب (الإنجليزية)
- راينر شوتلر على موقع كأس ديفيز (الإنجليزية)
- راينر شوتلر على موقع خلاصة التنس.كوم (الإنجليزية)
- راينر شوتلر على موقع أوليمبيديا (الإنجليزية)